# Ley Áurea
La Ley Áurea del 13 de mayo de 1888 fue la ley por la cual se abolió la esclavitud en Brasil.
Esta ley fue instaurada mediante un decreto por la hija del emperador Pedro II de Brasil, la princesa imperial Isabel I de Braganza (1846-1921), tras una aprobación de ésta en el Senado del Imperio de Brasil.

Lei Áurea, 1888. Archivo Nacional de Brasil.

Lleva el nombre de áurea (‘dorada’,‘hecha de oro’ en latín) porque la princesa eligió la fecha del aniversario de su bisabuelo Juan VI de Portugal (13 de mayo), siendo que la princesa Isabel se encargó de la promulgación y aprobación de la ley debido a estar ejerciendo la regencia durante la ausencia por viaje de su padre, el emperador Pedro II.
La Ley Áurea fue precedida por la Lei do Ventre Livre (Ley de Libertad de Vientres) del 28 de septiembre de 1871, que liberó a todos los hijos de esclavos nacidos en Brasil, fue desde su proclamación el 13 de mayo de 1888 el fin de la explotación de la mano de obra esclava en Brasil, siendo que el ambiente político del Imperio del Brasil ya estaba inclinado fuertemente en favor de la abolición de la esclavitud por parte de las élites intelectuales y comerciales (asentadas en los grandes centros urbanos), aunque aún afrontaba la oposición de los terratenientes del medio agrario, que apoyaban una abolición de la esclavitud solo con el pago de las respectivas indemnizaciones por parte del gobierno imperial. 
Las presiones internacionales también eran visibles, en tanto Brasil era el único país de América que aún permitía legalmente la posesión de esclavos, mientras que Gran Bretaña y Francia usaban activa influencia para que el gobierno brasileño prohibiera definitivamente la esclavitud. No obstante el texto de la Ley Áurea era sucinto y breve: 
Artículo 1: Es declarada extinta, desde la fecha de esta ley, la esclavitud en Brasil.
Artículo 2: Se revocan todas las disposiciones en contrario.
La brevedad de la norma exigía entonces una abolición inmediata e incondicional de la esclavitud, sin prever indemnización alguna, y sin establecer medidas prácticas para asimilar a los exesclavos a la sociedad brasileña, aspecto que solo fue materia de meditación años después. No obstante, por la Ley Áurea el papa León XIII premió a la princesa Isabel con la Rosa de Oro.